# Final Fantasy Crystal Chronicles: Echoes of Time
Final Fantasy Crystal Chronicles: Echoes of Time (яп. ファイナルファンタジークリスタルクロニクル エコーズ・オブ・タイム) — японская компьютерная игра в жанре ролевой боевик, разработанная и выпущенная в 2009 году компанией Square Enix для портативного устройства Nintendo DS и приставки Wii. Изначально издавалась исключительно на японском языке, однако уже через несколько месяцев появились версии для других регионов: Северной Америки, Европы и Австралии. Хронологически игра представляет собой четвёртую часть в серии Crystal Chronicles, в отношении геймплея является продолжением традиций первой части Final Fantasy Crystal Chronicles, хотя и имеет, по сравнению с ней, множество нововведений.
Игрок управляет группой персонажей, которые участвуют в сражениях, происходящих в реальном времени. Оружие и доспехи отныне могут расти уровнем и от битвы к битве становиться всё сильнее. Также появилась система драгоценностей, заменяющая собой систему экипируемых способностей — игрок волен заполнять свободные слоты оружия такими драгоценностями и получать за это новые приёмы. Действие драгоценностей варьируется от простого повышения силы атаки до более комплексных форм, открывающих уникальные умения. Различия между расами свелись к минимуму, теперь представитель любой расы может использовать любую экипировку и пользоваться любыми боевыми навыками. Версия для Wii отличается от DS-версии незначительно, лишь тем, что происходящее отображается не на двух экранах, а на одном — интерфейс более компактен. Кроме того, там присутствует многопользовательский режим с возможностью создания хоста и рекламный видеоролик следующей игры серии Final Fantasy Crystal Chronicles: The Crystal Bearers. В центре сюжета Echoes of Time — сирота, вместе с приёмной матерью покидающий свою родную деревню и отправляющийся на поиски лекарства для заболевшей девочки.
Игра разрабатывалась вторым производственным отделом компании Square Enix, впервые была анонсирована в 2008 году на выставке Tokyo Game Show.

## Отзывы и продажи
| Сводный рейтинг | Сводный рейтинг | Сводный рейтинг |
| Издание         | Оценка          | Оценка          |
| Издание         | DS              | Wii             |
| --------------- | --------------- | --------------- |
| GameRankings    | 77,08 %         | 63,95 %         |

Обозреватели встретили игру не очень горячо, часто подвергая её резкой критике. Так, японский игровой журнал Famitsu присудил DS-версии 30 баллов из 40, в то время как Wii-версия получила всего лишь 20 баллов.
За первую неделю после релиза японская версия для Nintendo DS была продана в количестве 102 тысяч, тогда как аналогичную версию для Wii приобрели только 22 тысячи человек. Что касается североамериканской премьеры Echoes of Time, за первую неделю было реализовано 25 тысяч для Wii и 16 — для DS. Всего мировые продажи обеих версий, по состоянию на 31 мая 2009 года, составили 570 тысяч.